# Chiến dịch Quyết Thắng 202
Chiến dịch Quyết Thắng 202 là một chiến dịch của Quân đội Việt Nam Cộng hòa vào năm 1964 có sự yểm trợ của Không quân Hoa Kỳ. Biệt kích VNCH đã được trực thăng của quân đội Hoa Kỳ không vận đến các vị trí của Quân Giải phóng miền Nam tại làng Đỗ Xá nằm sâu trong dãy Trường Sơn tại giáp giới ba tỉnh Kontum, Quảng Ngãi và Quảng Tín, sau đó tấn công QGP bằng hỏa lực gắn trên trực thăng, súng phun lửa và các toán bắn tỉa.
Chiến dịch kéo dài một tháng thì kết thúc. Theo thống kê của Mỹ - QLVNCH thì phía Mặt trận Dân tộc Giải phóng miền Nam Việt Nam chịu tổn thất là 62 chết, 17 bị bắt, mất 2 súng phòng không 12,7 ly, 1 súng đại liên 7,62 ly, 69 súng cá nhân và một số lượng lớn mìn và lựu đạn, các dụng cụ công binh, chất nổ, thuốc men và tài liệu. Quân Mỹ - VNCH còn phá hủy 185 căn nhà, 17 tấn lương thực và 292 mẫu mùa màng. Ngược lại, Quân Giải phóng cũng coi đây là một chiến thắng khi đã bảo vệ được căn cứ Nước Là - “thủ đô kháng chiến” của Khu 5.